# Orting (Washington)
Orting es una ciudad ubicada en el condado de Pierce en el estado estadounidense de Washington. En el año 2000 tenía una población de 6.319 habitantes y una densidad poblacional de 890,0 personas por km².

## Geografía
Orting se encuentra ubicada en las coordenadas 47°5′46″N 122°12′19″O / 47.09611, -122.20528.El río Puyallup pasa por la parte sur de la ciudad.

## Demografía
Según la Oficina del Censo en 2000 los ingresos medios por hogar en la localidad eran de $53.464, y los ingresos medios por familia eran $55.335. Los hombres tenían unos ingresos medios de $41.486 frente a los $26.438 para las mujeres. La renta per cápita para la localidad era de $18.951. Alrededor del 6,5% de la población estaban por debajo del umbral de pobreza.